# Xã Split Rock, Quận Minnehaha, Nam Dakota
Xã Split Rock (tiếng Anh: Split Rock Township) là một xã thuộc quận Minnehaha, tiểu bang Nam Dakota, Hoa Kỳ. Năm 2010, dân số của xã này là 3.248 người.